# Caisteal-nan-Gillean
Caisteal-nan-Gillean (deutsch Fort der jungen Menschen) sind zwei mesolithische Køkkenmøddinger (englisch midden) auf der Hebrideninsel Oronsay in Schottland. Der erste wurde 1881 bei der Ausgrabung durch S. Grieve und Wm Galloway beinahe völlig abgetragen.
Ihre Ausgrabung auf der heutigen Gezeiteninsel erbrachte eine Vielzahl von Werkzeugen aus Stein und Knochen, Knochen von Vögeln, Fischen und Säugetieren und Muscheln sowie Herde mit Stellen aus Asche, Holzkohle und feuergeröteten Steinen. Vor der Ausgrabung war es ein fast runder, mit gebogenem Gras bewachsener Hügel mit einem Durchmesser von etwa 45,0 Metern. Auf der Ostseite war er etwa 10,0 m, auf der Westseite 7,5 m hoch. Er lag auf einem zum Meer abfallenden Gelände.
Die sechs Muschelhaufen auf Oronsay (u. a. Cnoc Coig, Cnoc Sligeach. Priory Midden und  Caisteal-nan-Gillean I + II) liegen in der Bedeutung direkt hinter Star Carr, weil sie das Verständnis für die frühe Nacheiszeit in Großbritannien erweitert haben. Alle bis auf einen befinden sich an der Südostküste der Insel. Ihre Radiokohlenstoffdatierungen liegen zwischen 3695 und 3200 v. Chr. und deuten auf erhebliche zeitliche Überlappungen bei der Nutzung der verschiedenen Standorte. Ein zweiter Hügel wurde 1971 ausgegraben.
In Cambridge wurde ein Forschungsprojekt zur Untersuchung der Besetzung der Mesolithik der Obanian genannten Region auf Colonsay und Islay mit dem Ziel gegründet, eine regionale Perspektive der Besiedlung der südlichen Hebriden zu erarbeiten. Dazu gehören Vermessungen und Ausgrabungen auf den Inseln sowie die Entwicklung von Computersimulationsmodellen, die die Feldarbeit leiten und die Ergebnisse interpretieren.
Die Knochen von sechs Jägern und Sammlern, die auf der kleinen Insel gefunden wurden, zeigen, dass die Menschen auf den Inseln auch nach der Ankunft der Landwirtschaft in England um 4000 v. Chr. an ihrer Lebensweise festhielten, und ist Beleg für steinzeitliche Parallelgesellschaften.